# Bedotia longianalis
Bedotia longianalis је зракоперка из реда Atheriniformes.

## Угроженост
Ова врста је наведена као последња брига, јер има широко распрострањење и честа је врста.

## Распрострањење
Ареал врсте је ограничен на једну државу. 
Мадагаскар је једино познато природно станиште врсте.

## Станиште
Станиште врсте су слатководна подручја. 
Врста Bedotia longianalis је присутна на подручју острва Мадагаскар.